# Puigmartre
Puigmartre és una masia del terme municipal de l'Estany, al Moianès.
Està situada en el sector occidental del terme, prop del límit amb el terme de Santa Maria d'Oló, a quasi un quilòmetre a ponent del poble de l'Estany. Constitueix el punt culminant del Serrat de Puigmartre, a l'esquerra del torrent del Gomis i a la dreta del Riu Sec.
Hi mena el Camí de Puigmartre, que comunica la masia amb el Collet de Sant Pere i amb el poble de l'Estany.

## Etimologia
Puigmartre prové de Puig de Sant Pere Màrtir, a través de la forma abreujada Puig Màrtir. Sant Pere Màrtir és l'advocació de la propera capella, ara en ruïnes, de Sant Pere del Coll de la Crossa.